# أنطون بون
أنطون بون هو مدير الفندق سويسري، ولد في 5 أبريل 1854 في باد راكاز في سويسرا، وتوفي في 24 يناير 1915 في سان موريتز في سويسرا.